# Arkanoid DS
Arkanoid DS est un jeu vidéo de type casse-briques de la série Arkanoid, développé par Taito et édité par Square Enix, sorti en 2008 sur Nintendo DS.

## Système de jeu
Arkanoid DS est composé de plusieurs modes de jeu : Aventure, Défi, et VS Ordi. Il est aussi possible de jouer à 2 grâce au mode sans fil local de la Nintendo DS.
Dans le mode Aventure, le joueur doit parcourir une série de 7 mondes parmi 28 versions alternatives disposées sous forme de pyramide, chacun étant composé de 5 niveaux. Dans les différents niveaux du jeu, il faut alors casser toutes les briques disposées sur l'écran supérieur de la Nintendo DS à l'aide d'une balle d'énergie et du VAUS, un vaisseau spatial faisant office de raquette pour intercepter la balle. Le joueur peut également choisir d'installer des barrières derrière le VAUS pour rattraper la balle en cas de besoin. Il arrive que des capsules tombent de l'écran supérieur lorsqu'une brique est cassée. Elle contient en fait une amélioration pour le VAUS ou pour la balle, qui est indiquée en fonction de sa couleur et de la lettre qu'elle arbore. La partie se termine lorsque toutes les briques du niveau sont cassées, lorsque la balle tombe derrière le vaisseau spatial ou si le joueur obtient la capsule Warp, qui lui permet de passer directement au niveau suivant. En cas de défaite, le joueur peut choisir d'abandonner ou de recommencer le niveau. S'il choisit l'abandon, il retourne à l'écran titre, mais s'il choisit de recommencer le niveau, tous ses points sont remis à 0. À la fin du septième monde, le joueur peut libérer le VAUS d'un autre personnage qui était pris au piège, et lorsqu'il réussit, le mode Aventure se termine.
Dans le mode Défi, le joueur peut se confronter à diverses épreuves dans n'importe quel niveau du jeu. Les défis peuvent être de terminer un niveau dans un temps imparti, de briser un certain nombre de briques avec un nombre de lancers de balle limité ou encore de briser toutes les briques d'une couleur donnée. Lorsque le joueur réussit un défi, il obtient des médailles, qu'il peut échanger dans le magasin pour personnaliser le VAUS, l'arrière plan, l'aspect et le son des briques ou le cadre du niveau.
Dans le mode VS Ordi, le joueur affronte un ordinateur dans un niveau choisi aléatoirement et doit briser toutes les briques avant lui.

## Accueil
- Jeuxvideo.com : 10/20[1]